# Francesco Faggi
Francesco Faggi, né le 8 mars 1926 à Perledo et mort le 12 juin 2016, est un rameur d'aviron italien. 

## Biographie
Francesco Faggi a participé aux Jeux olympiques de 1948 à Londres. Il a remporté la médaille d'or en quatre sans barreur, avec Giuseppe Moioli, Elio Morille et Giovanni Invernizzi.

## Source de la traduction
- (en) Cet article est partiellement ou en totalité issu de l’article de Wikipédia en anglais intitulé « Francesco Faggi » (voir la liste des auteurs).